# De Canvascrack
De Canvascrack was een televisiequiz van het serieuzere genre, die van 2001 tot 2014 in het zomerseizoen werd uitgezonden op Canvas. De presentator was Herman Van Molle. In 2014 werd hij vanwege gezondheidsproblemen vervangen door Sven Speybrouck.
Het programma werd vier dagen per week (op maandag dinsdag, donderdag en vrijdag) uitgezonden, met uitzondering van 2010, toen werd het elke werkdag uitgezonden. In 2012 werd het programma grondig vernieuwd en ging het programma door tot eind oktober (oorspronkelijk omdat het programma twee weken lang niet liep door de Olympische Spelen 2012), daarvoor was het maar tot begin september. Ook werd het programma sinds dat jaar van maandag t/m donderdag uitgezonden. In de vorige seizoenen was dit op maandag, dinsdag, donderdag en vrijdag. In 2013 werd het programma net als in 2010 elke werkdag uitgezonden.
De editie van 2014 was de laatste reeks van het programma.

## Regels
In deze quiz nam een persoon, de crack, het op tegen een uitdager in een korte quiz van vijf meerkeuzevragen met drie antwoordmogelijkheden over allerlei onderwerpen. Eén keer per aflevering vielen de vijf vragen binnen één thema. Dikwijls bevatten de vragen meerdere tips waardoor het goede antwoord afgeleid kon worden, of eliminatie toegepast kon worden.
De uitdager beantwoordde elke vraag hardop. De crack toetste onzichtbaar voor de uitdager of deze al dan niet volgt, denkt dat het antwoord van de uitdager al dan niet juist is. Na de vijf vragen volgde de evaluatie waarin de juiste antwoorden op de vragen en de beoordeling van de crack werden bekendgemaakt. Voor elk juist antwoord kreeg de uitdager een punt; voor elke juiste beoordeling kreeg de crack een punt.
De crack wint als
- De crack drie of meer punten én meer punten dan de uitdager scoort.

De crack gaat door en speelt in de volgende ronde tegen een nieuwe uitdager. Een geldbedrag wordt toegevoegd aan zijn prijs. De uitdager ligt uit het spel.
De uitdager wint als
- De crack minder dan drie punten scoort.
- De uitdager meer punten dan de crack scoort.
- het gelijkspel is met minder dan drie punten

De uitdager wordt dan de nieuwe crack en speelt zijn eerste ronde als crack tegen een andere uitdager. De crack ligt uit het spel en krijgt de helft van de tot dan toe opgebouwde geldprijs.
Er is een gelijkspel, een zogeheten ex aequo als
- Beide spelers hetzelfde aantal punten hebben, maar wel drie of meer. De crack gaat door, maar verdient geen geld. De uitdager mag de volgende uitzending terugkomen.

Per uitzending werden vier rondes gespeeld. Het was gemakkelijker om te winnen als crack dan als uitdager, omdat de crack simpelweg kon volgen als deze het antwoord niet wist en daarbij geen risico liep dat de uitdager een punt voor kwam. Als de uitdager echter door had dat de crack te vaak volgde, kon de uitdager proberen met opzet verkeerde antwoorden te geven, in de hoop dat de crack blind volgde en zo minder dan drie punten scoorde. Dit werd echter niet vaak gedaan.
De crack mocht na elke gewonnen beurt stoppen en het hele tot dan toe gewonnen bedrag mee naar huis nemen. Bij een mogelijk verlies ging hij of zij slechts naar huis met de helft van het gewonnen bedrag. Geen enkele crack is echter vrijwillig gestopt.
Een crack kon maximaal twintig tafels winnen. De eerste tafel leverde 25 euro op, de tweede 50, en zo ging het bedrag telkens met 25 euro omhoog. Bij de vijfde, tiende en vijftiende tafel werd bij winst bovendien het totaalbedrag tot dan toe verdubbeld.
Bij de laatste tafel waren de regels anders, omdat de uitdager toch sowieso de nieuwe crack werd, zelfs als hij of zij verloor. Om mogelijke afspraken minder interessant te maken en opdat de uitdager de crack niet gewoonweg zou laten winnen, kreeg de uitdager altijd 500 euro als hij of zij de crack uitschakelde, ook als hij of zij daarna geen enkele tafel meer won. Uiteindelijk zijn er twee cracks gesneuveld in de laatste ronde.

## Supercracks
Wie erin slaagde twintig tafels te winnen mocht zich Supercrack noemen en ontving de hoofdprijs van 25.000 euro. Dit is slechts zeven deelnemers gelukt: Jan Van den Nest (2002), Jimmy Geeraerts (2005), Jan Bosmans (2006), Joris Alen (2007), John Christoffels (2008), Erik Meersschaert (2009) en Geert Tanghe (2014).
Jan Bosmans was wellicht de meest assertieve crack. Niet alleen legde hij in de antwoordenronde geregeld uit hoe de vork in de steel zat, hij verbeterde ook een paar keer een vraag wanneer die volgens hem niet helemaal in orde was.
Joris Alen zette in 2007 een uitzonderlijke prestatie neer. Hij begon ietwat aarzelend, door bij zijn eerste optreden als "uitdager" slechts 3-3 ex aequo te spelen. In de volgende aflevering kon hij pas met wat geluk crack worden na een technisch foutje van zijn tegenstrever (Mark Kevelaers), maar daarna kwam hij op kruissnelheid. Hij had uiteindelijk slechts 29 beurten nodig om de 20 tafels binnen te halen en hij viel daarbij op door het groot aantal tafels dat hij kon afsluiten met vijf juiste beoordelingen. Vooraleer hij aan "tafel 20" begon, haalde hij zelfs vier maxima op rij. Aan de laatste tafel werd het nog bijzonder spannend, en haalde hij maar net het vereiste minimum van drie juiste beoordelingen.
In september 2007 leek er dat jaar al een tweede Supercrack in de maak, Bertrand Vandepitte. Hij sneuvelde echter bij de allerlaatste tafel, bij een vraag over sushi. Vandepitte was zeer ontgoocheld en ging slechts met 6.000 euro naar huis, in plaats van 25.000 euro. Wel was hij met 11 uitzendingen de langstzittende crack. Door zijn ultradefensieve speelstijl haalde hij een recordaantal van twintig ex-aequotafels.
Het seizoen 2008 begon zeer zwak. John Christoffels was de eerste kandidaat van het seizoen die meer dan zes tafels wist te winnen. Hij ging meteen door en had uiteindelijk 31 tafels nodig om de vereiste twintig overwinningen te behalen die hem de titel van Supercrack opleverden.
Op 30 juni 2009 werd Erik Meersschaert de volgende Supercrack. De 53-jarige ingenieur had slechts zes uitzendingen nodig om de twintig tafels binnen te halen, hij speelde in het totaal slechts 23 tafels, waarvan drie ex aequo's. Dit is een absoluut record, nog nooit slaagde een Supercrack er in om zo snel 20 tafels te halen.
Op 12 augustus 2013 stond Wim Baes op één tafel van de overwinning. Na vier jaar zonder Supercrack waren de verwachtingen hooggespannen. Hoewel Baes in de loop van 40 confrontaties opvallend veel kansen had laten liggen, was hij door zeer voorzichtig te spelen tot aan de laatste tafel geraakt. Wim Baes won de tafel uiteindelijk met 2-1, maar kwam niet aan de vereiste drie juiste antwoorden om de zevende Supercrack te worden. Dirk Laceur begon aan zijn reeks als crack met 500 euro winst, het bedrag dat een uitdager krijgt als hij de crack op tafel 20 naar huis speelt.
Dammenaar Geert Tanghe, die in Edegem woont en als leerkracht geschiedenis aan het Onze-Lieve-Vrouwecollege in Antwerpen werkt, werd op 4 september 2014 de zevende Supercrack. Daarvoor had hij 34 tafels nodig. Hij speelde 8 keer gelijk tegen Luc Venstermans, die uiteindelijk verloor op de 20e tafel, maar op die manier de nieuwe crack werd.

## Interactief
- In 2006 konden Telenet Digital TV-kijkers ook van thuis uit meespelen. Ze speelden dan net als de crack tegen de uitdager in de studio en probeerden zo veel mogelijk tafels te winnen. In tegenstelling tot de crack in de studio hoefden zij niet te stoppen na twintig tafels. Wie erin slaagde om van thuis uit twintig tafels op rij te winnen, kwam op een "Gouden Lijst" terecht. Winnaar werd uiteindelijk de Leuvense huisarts Stephan Thumas, die vijftig tafels op zijn naam schreef. De eerste interactieve jaargang verliep zeer stroef door technische problemen bij Telenet, zodat besloten werd dit experiment in 2007 niet voort te zetten. In 2011 werd het experiment echter voortgezet via de site van de Canvascrack. Ook hierbij speelden de kijkers net als de crack tegen de uitdagers.

## Trivia
- In de aflevering van 14 september 2009 veroorzaakte Herman Van Molle een mediarel door kotszakjes uit te delen aan de kandidaten bij een vragenronde over Pieter De Crem.
- Een opmerkelijke aflevering was die van 30 juli 2014. Bij de eerste tafel werd het 1-1 gelijkspel. Zowel de crack als de uitdager wisten niet veel over onkuisheid, het thema van deze ronde. Vervolgens verloor de nieuwe crack met 4-3 van de volgende uitdager omdat deze de laatste beoordeling verkeerd gokte. Hij volgde niet terwijl het antwoord van de uitdager goed was. Hetzelfde gebeurde met de crack daarna. Ook hij gokte een beoordeling verkeerd en verloor met 5-4 van de uitdager. Hij volgde bij de vierde vraag eveneens niet terwijl het antwoord van de uitdager goed was. Hiermee werden voor het eerst in één aflevering drie cracks op rij uitgeschakeld.
- Vijf van de zeven supercracks waren reguliere hobbyquizzers. Alleen Jan Bosmans en Joris Alen waren gewone televisiekijkers die het ook eens wilden proberen.

## Boeken
- Herman VAN MOLLE, Karel VEREERTBRUGGHEN, De Canvascrack - 500 frappante vragen en de antwoorden, Standaard Uitgeverij, 2009. ISBN 978-90-022-3520-7